# 塞特爾
塞特爾（Settle）是英格蘭北約克郡的一個城鎮和民政教區，在歷史上屬於西約克郡，距利茲布拉福德機場有29英里（47）。據2001年英國人口普查，塞特爾有人口2,421人。2011年增加到2,564人。